# Kudu wielkie
Kudu wielkie (Tragelaphus strepsiceros) – gatunek ssaka parzystokopytnego z rodziny wołowatych (Bovidae).

## Występowanie
Afryka Południowa i Wschodnia. Występuje na kamienistych równinach, terenach pagórkowatych i w górach, na obszarach o różnym stopniu zakrzewienia lub zadrzewienia. Dawniej był gatunkiem licznym w całym zasięgu występowania. Obecnie jest zagrożony z powodu masowych polowań. Najliczniejsze populacje zachowały się w Namibii i RPA. Populacje wschodnioafrykańskie są rozproszone na obszarach górskich.

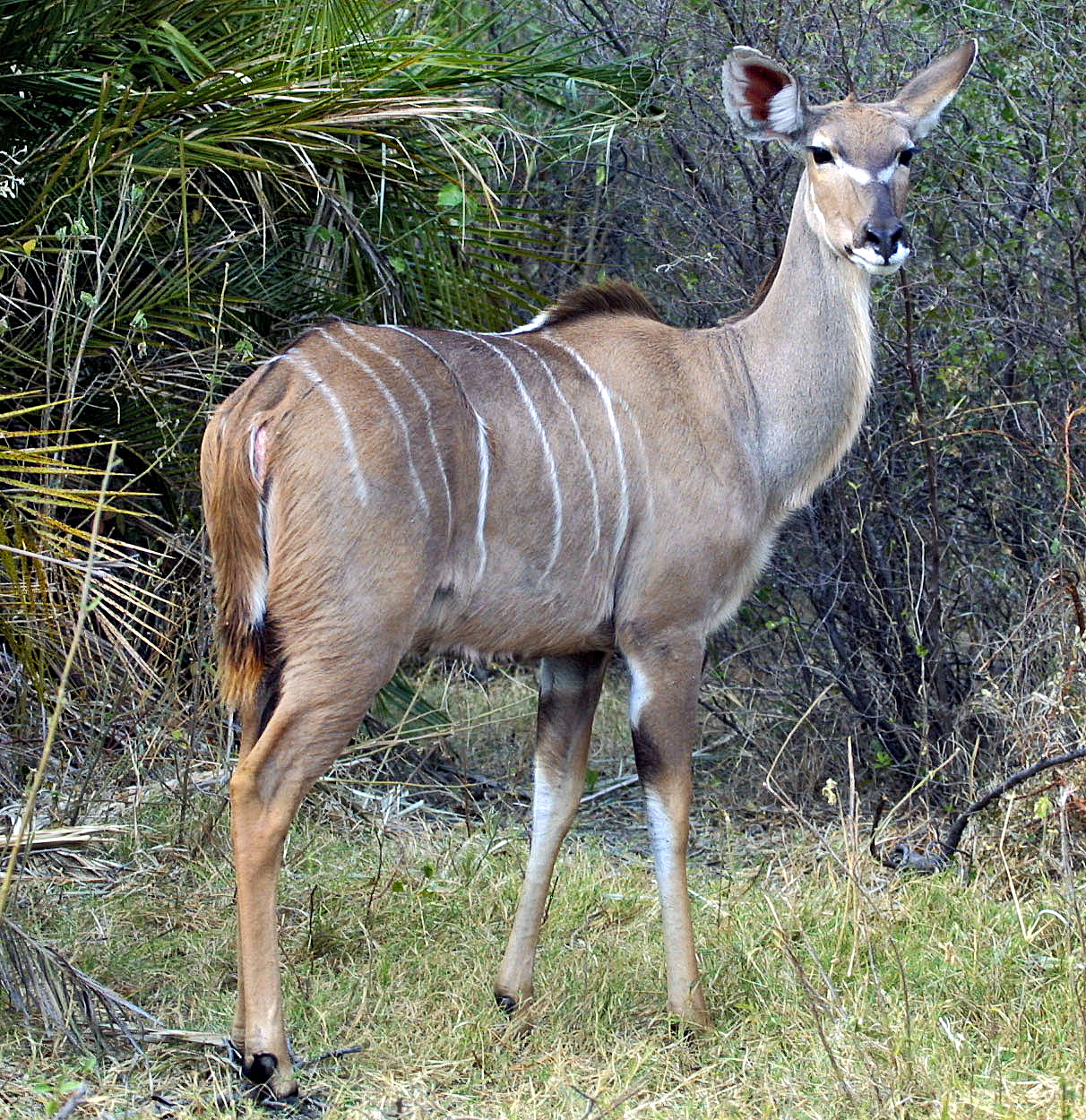
Samica

| Podstawowe dane         | Podstawowe dane                               |
| ----------------------- | --------------------------------------------- |
| Długość ciała           | 185 – 245 cm                                  |
| Wysokość w kłębie       | 100 – 150 cm                                  |
| Długość ogona           | 30 – 55 cm                                    |
| Długość rogów           | 120 cm (tylko u samców)                       |
| Masa ciała              | 120 – 315 kg                                  |
| Dojrzałość płciowa      | samice 15 – 21 miesięcy, samce 21-24 miesięcy |
| Okres godowy            | pora deszczowa                                |
| Ciąża                   | 7 – 9 miesięcy                                |
| Liczba młodych w miocie | 1                                             |
| Długość życia           | 23 lata                                       |

## Tryb życia
Samice z młodymi żyją w małych stadach (od 6 do 20 osobników), samce to samotniki, chociaż czasem młodsze łączą się w stada liczące od 4 do 8 młodych samców (czasem z dorosłym). Rzadko stada osiągają wielkość 40 osobników, głównie za względu na dietę, w takim wypadku szybko skończyłoby się ich pożywienie. Roślinożercy. Żywią się głównie trawą porastającą sawanny.
Gatunek zawsze przebywa w pobliżu wody – jest wrażliwy na jej brak. Prowadzi raczej osiadły tryb życia, a na wędrówki wyrusza jedynie w czasie suszy. Aktywny głównie nocą, w ciągu dnia odpoczywa przeważnie ukryty w głębokich zaroślach. Zajmują obszar o powierzchni około 6,1 km² i 54% swojego czasu spędzają na jedzeniu.
W pełni dojrzałe samce często biją się z innymi, uderzając o siebie rogami, dopóki jeden z nich się nie podda. Czasem zdarza się tak, że nie zdołają się „wyplątać” z rogów przeciwnika, co na ogół kończy się śmiercią obydwu zwierząt.

## Wrogowie
Wrogami wielkiego kudu są przede wszystkim lwy, leopardy i likaony. Również gepardy czasem polują na kudu, jednak nie są w stanie powalić dorosłego samca, dlatego na ogół polują na samice i młode. Kiedy stado jest otoczone przez wrogów, przewodnik (na ogół samica) ostrzega pozostałych członków stada. Często kudu nie są wystarczająco szybkie lub też mało wytrzymałe, aby uciec przed drapieżnikiem.

## Rozród i wychowywanie młodych
Samice kudu wielkiego osiągają dojrzałość płciową około 1,5 roku życia. Okres godowy przypada na początek pory deszczowej. Rytuał godowy rozpoczyna się od prezentowania się samców przed samicą. Samiec czeka na pozwolenie od samicy, wydając różne dźwięki. Ciąża trwa od 7 do blisko 9 miesięcy.
Na ogół rodzi się jedno, czasami 2 młodych. Większość porodów następuje od stycznia do marca. Młode jest początkowo karmione przez matkę. Przez pierwsze 2 tygodnie matka pozostawia je w ukryciu przed drapieżnikami. Gdy młode staje się wystarczająco samodzielne, wraz z matką dołączają do stada.

## Kudu a człowiek
Kudu wielkie odnoszą zarówno korzyści, jak i szkody z ingerencji człowieka. Są zwierzętami łownymi. Być może nawyk kudu do zatrzymywania się i sprawdzania, czy są gonione sprawia, że stają się łatwą zdobyczą. Ludzie również niszczą ich naturalne środowiska. Jednak tworzone przez ludzi sztuczne zbiorniki wody pozwalają im zamieszkiwać tereny, których normalnie nie mogłyby zamieszkiwać.
Mięso kudu jest sprzedawane surowe i suszone. Podaje się je w wielu restauracjach. Ich rogi wykorzystywane są do tworzenia rogów szofar na żydowskie święto Rosz ha-Szana (Święto Trąbek).